# 중성자선
중성자선(中性子線)은 자유 중성자 형태로 존재하는 이온화 방사선의 한 형태이다. 일반적인 현상은 핵분열 또는 핵융합으로 인해 자유 중성자가 방출되어 다른 원자의 핵과 반응하여 새로운 핵종을 형성하고, 이 핵종은 또 다른 중성자선을 유발할 수 있다. 자유 중성자는 불안정하여 양성자, 전자, 그리고 전자 반중성미자로 붕괴된다. 자유 중성자의 평균 수명은 887초(14분 47초)이다.